# منحنى مقارب

الخط المقارب هو الخط المستقيم الذي يجانب المنحنى ويقترب منه بحسب اتجاهه دون أن يتقاطعا أو يتماسا. أما المنحنى المقارب فهو المنحنى الذي يبتعد عن منحنى آخر.
المنحنى المقارب منحنى يكون دائما مماسا لاتجاه مقارب من الاتجاهات المقاربة الموجودة على نفس السطح.
الاتجاه المقارب هو الاتجاه الذي يكون فيه الانحناء الناظمي صفرا. بيان ذلك: لنقطة من المنحنى المقارب، اتخذ المستوى الذي يستوي فيه مماس المنحنى وناظم السطح في تلك النقطة. يكون انحناء منحنى تقاطع المستوى والسطح صفرا في تلك النقطة.